# 지넨 게이
지넨 게이(일본어: 知念 慶, 1995년 3월 17일 ~)는 일본의 축구 선수로 현재 일본 J1리그의 가시마 앤틀러스에서 활약하고 있다.

## 구단 경력
그는 2017년부터 J리그의 가와사키 프론탈레, 오이타 트리니타, 가시마 앤틀러스에서 뛰었다.